# Хайле Селасие
 Тази статия е за етиопския монарх.  За етиопския спортист вижте Хайле Гебреселасие.  
Хайле Селасие I (кръщелно име рас (княз) Тафари Маконен) е император на Етиопия от 1930 до 1974 г. Той е последният император на страната.

## Живот
Роден в Еджерса горо на 23 юли 1892 г., княз Тафари Маконен е внук на Император Менелик ΙΙ. През 1916 г. той замества наследника на Менелик – Лиж Иасу, със Заудиту – императорската дъщеря, провъзгласявайки себе си за регент. Когато Заудиту умира през 1930 г., той успява да я наследи, коронясан под името Хайле Селасие Ι, което означава „Могъществото на Светата троица“. Негови други названия са още: Негус Негести – „Крал на Кралете“ (King of the Kings), „Побеждаващият лъв на племето на Юда“ (Conquering Lion of the Tribe of Judah), „Богоизбраният“ (Elect of God).
През 1931 г. Селасие провъзгласява първата конституция на Етиопия, която лишава монарха от някои права, както и гарантира известни демократични права и свободи на управляващата класа. През 1936 г. Италия окупира Етиопия и Селасие, след опити да се съпротивлява, отправя гореща, но напразна молба за помощ пред Обществото на народите и заминава в изгнание във Великобритания през май 1936 г. Там той подпомага британската кампания в региона, която довежда до освобождението на Етиопия, където той се завръща на власт през 1941 г. Императорът започва възстановяване на страната. Постиженията му включват голяма поземлена реформа (през 1942 г. и 1944 г.), освобождаването на робите (1942 г.) и преработен и разширен вариант на Конституцията (1955 г.), въвеждаща избирателно право. Опитът да бъде свален от власт през 1960 г. бързо е осуетен от привържениците на установения режим. От 1974 г. влошаващите се отношения в правителството, инфлацията, сушата, гладът и неговото колебливо отношение към тези и други жизненоважни проблеми водят до бунт в армията и до сваляне на режима. Той е официално свален от власт през септември 1974 г. и поставен под домашен арест в Адис Абеба. Убит е от полковник Менгисту Хайле Мариам на 27 август 1975 г. и заровен под писалището на комунистическия диктатор.